# Torn Banner Studios
Torn Banner Studios Inc. — канадський розробник відеоігор, що базується в Торонто.

## Історія
Torn Banner Studios була заснована у 2010 році Стівом Піґґоттом з Team Chivalry, команди розробників Age of Chivalry, модифікації 2007 року для Half-Life 2. Першою грою студії стала Chivalry: Medieval Warfare; після успішної кампанії на Kickstarter, яка зібрала $85,934, вона була випущена самостійно у жовтні 2012 року. Гра отримала нагороду «Інді року 2012» від Indie DB. Sega випустила гру Torn Banner NeverMine у липні 2016 року в рамках колекції Help: The Game, виручка від якої пішла на благодійну організацію «Діти війни».

## Розроблені відеоігри
| Рік  | Назва                      | Платформи                                                                        | Видавці                         |
| ---- | -------------------------- | -------------------------------------------------------------------------------- | ------------------------------- |
| 2012 | Chivalry: Medieval Warfare | Microsoft Windows, OS X, Linux, PlayStation 3, PlayStation 4, Xbox 360, Xbox One | Torn Banner Studios, Activision |
| 2016 | NeverMine                  | Microsoft Windows                                                                | Sega                            |
| 2017 | Mirage: Arcane Warfare     | Microsoft Windows                                                                | Torn Banner Studios             |
| 2021 | Chivalry 2                 | Microsoft Windows, PlayStation 4, PlayStation 5, Xbox One, Xbox Series X/S       | Tripwire Interactive            |